# Agrilus celti
Agrilus celti es una especie de insecto del género Agrilus, familia Buprestidae, orden Coleoptera. Fue descrita por Knull, 1920.
El quinto segmento antenal tiene forma de sierra. Se encuentra en el este de Estados Unidos. Se alimenta de especies de Celtis (Ulmaceae).